# Tourisme en Côte d'Ivoire

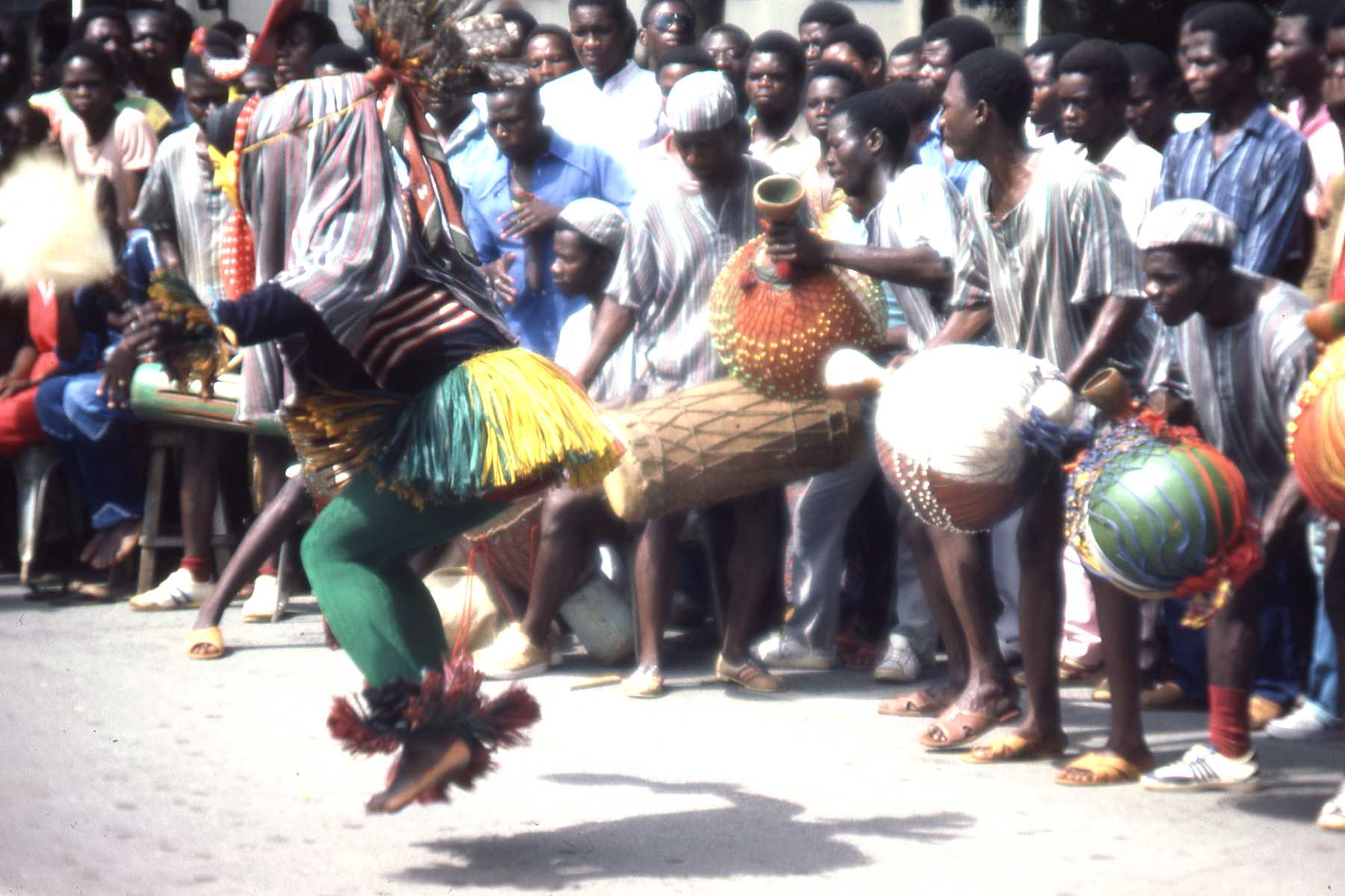
Danses de Côte d'Ivoire

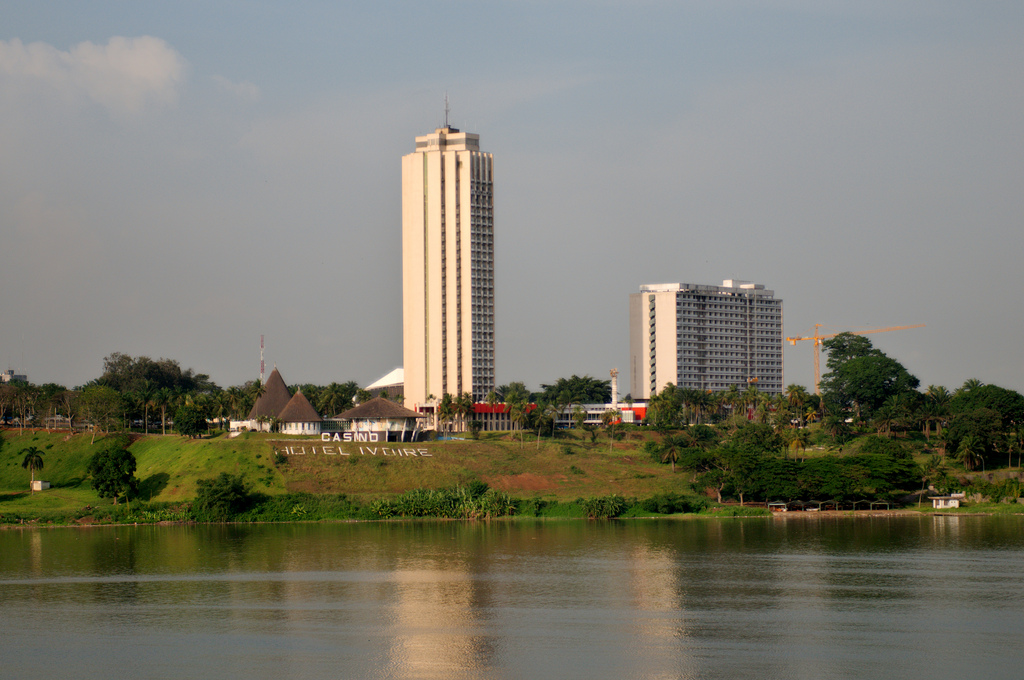
L'hôtel Ivoire, une institution dans le milieu du tourisme ivoirien.

L'important développement économique de la Côte d'Ivoire, jusqu'au milieu des années 1980, en a fait une destination d'affaires plus que touristique. La forte communauté d'expatriés qui y vivait, en permanence, et la hausse générale du niveau de vie ont permis le développement d'infrastructures de grande qualité, orientées vers la clientèle haut de gamme et le tourisme d'affaires. Le secteur touristique a, cependant, lourdement souffert de la décennie de crise et de ses conséquences.
Le groupe Accor est présent depuis 1979, avec les hôtels Pullman, Novotel et Ibis à Abidjan (727 chambres et plus de 400 salariés au total). Le groupe représente 50 % de l'activité et des résultats d'Accor en Afrique. Récemment, le groupe a obtenu la charge de l'emblématique hôtel Ivoire.

## Politique et économie du tourisme

### Politique

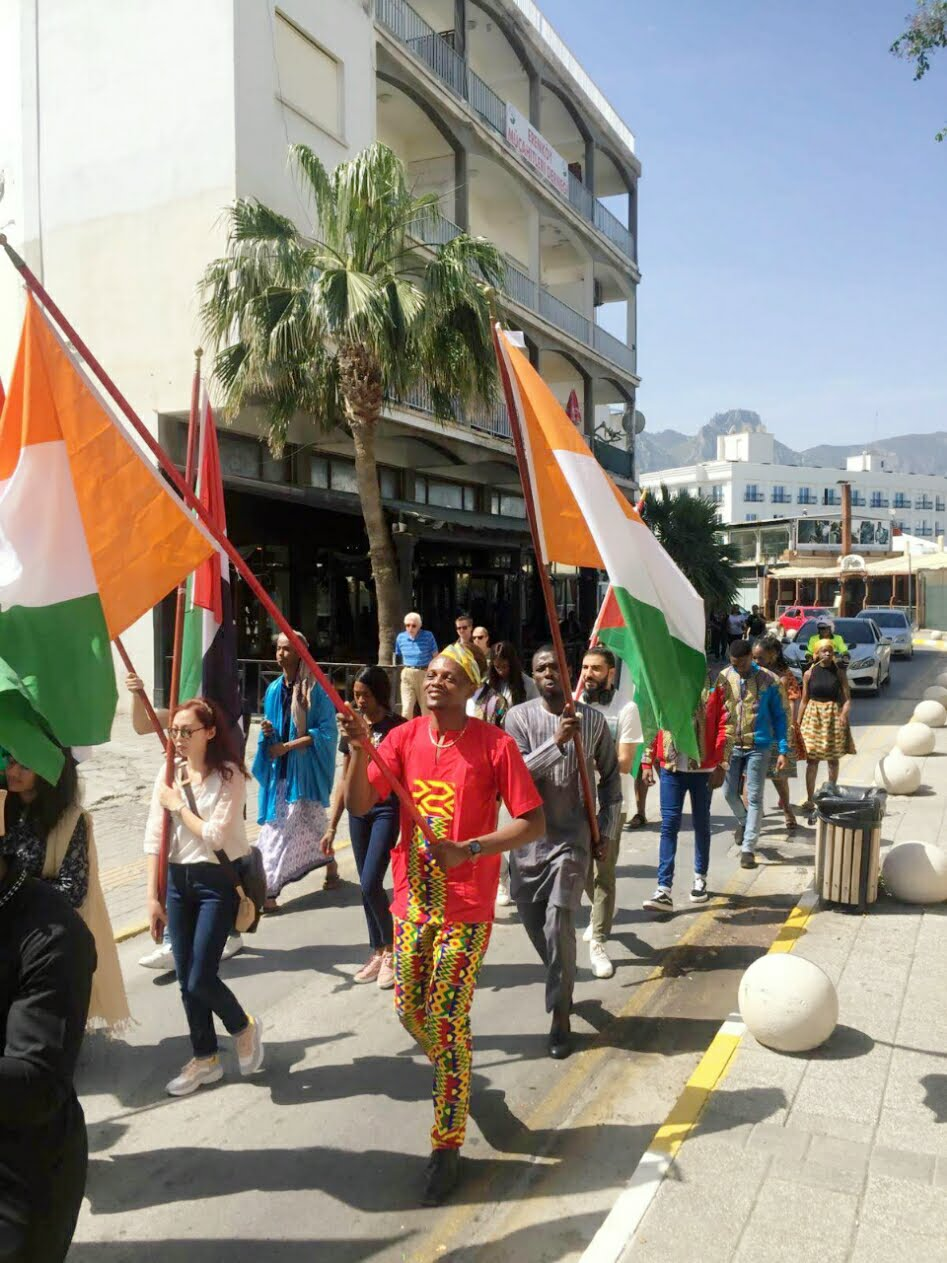
Journée du tourisme (2020).

En avril 2007, Sidiki Konaté issu des anciennes Forces nouvelles, est nommé Ministre du tourisme et de l'artisanat dans le premier Gouvernement Soro. Pour la première fois, l'état vient de confier la mission de promouvoir l'image de la Côte d'Ivoire au tourisme. Une des priorités du mandat de Laurent Gbagbo et de Guillaume Soro était d'améliorer l'image de la Côte d'Ivoire, et de supprimer les idées reçues négatives créées par la crise politico-militaire. La récente guerre civile de 2010-2011 a renforcé l'image considérablement négative d'un pays en désordre. Alassane Ouattara a fait, à son tour, de la réhabilitation de l'image de la Côte d'Ivoire auprès des touristes et des hommes d'affaires, une priorité. De nombreux chantiers hôteliers et d'infrastructures sont repris et d'autres achevés, sans pour autant parvenir à établir une bonne sécurité dans l'ensemble du pays (en 2012).

### Vers une reconversion économique.
Consciente de la place de l'industrie touristique dans les plans stratégiques de développement de plusieurs pays, notamment, l'Atlas touristique 2030 du Maroc, la Côte d'Ivoire envisage aussi de faire du tourisme l'un de ses piliers de développement en plus de l'agriculture. En effet, le tourisme est un secteur prioritaire pour l'économie ivoirienne, mais aussi pour le rayonnement de de la Côte d'Ivoire. C'est à juste titre que le gouvernement ivoirien par le biais du Ministère du tourisme a mis en place la stratégie Sublime Côte d'Ivoire, visant à développer les infrastructures touristiques dans un premier lieu, et dans un second temps, promouvoir le pays à l'international. Améliorant ainsi son image negative présentée aux yeux du monde.

## Tourisme balnéaire

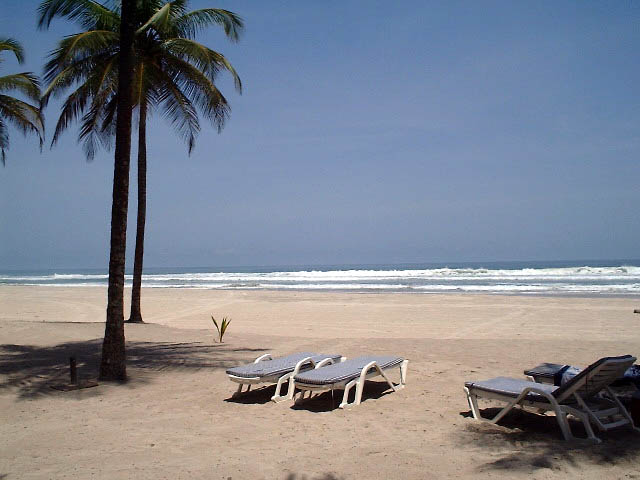
Plage Assinie

La Côte d'Ivoire compte 520 km de côtes bordant l'Océan Atlantique : plages de sable fin, cocotiers, criques, falaises, lagunes permettant la baignade, surf, pêche sportive, sports nautiques, voile. Les villes de Grand-Bassam, Assinie ou Sassandra sont les principales destinations touristiques balnéaires. En outre, les villes telles que San-Pédro, avec la somptueuse plage de Monogaga, et Grand-Béréby, qui doit sa popularité à la sublime baie nommée "La baie des sirènes", sont aussi des destinations touristiques prisées.

## Écotourisme
Le pays compte de nombreux parcs nationaux, et près de 300 réserves naturelles qui offrent une large variété de faune et de paysages, du Nord au Sud. Depuis 1996, le gouvernement ivoirien encadre un projet de protection des zones sauvages en Côte d'Ivoire. En plus de ceux-ci, il convient d'ajouter les sites et curiosités qu'offrent les villages ivoiriens. Cependant, leur caractère sacré rend, leur développement et leur mise à disposition du grand public, très délicat.

## Tourisme traditionnel et religieux
Un tourisme traditionnel qui peut facilement se compléter avec un tourisme culturel : la population ivoirienne est une mosaïque de plus de soixante ethnies, représentant autant de croyances, langues, traditions et artisanats. À Yamoussoukro, se trouve la basilique Notre-Dame-de-la-Paix, dont le dôme est plus grand que celui de la Basilique Saint Pierre de Rome. Le nord du pays, à majorité musulmane, compte aussi de nombreuses mosquées, séculaires de style soudanaise. Par exemple, la mosquée de Kaouara, la mosquée Tengrela, la mosquée de Kouto, la mosquée de M’Bengé, la mosquée de Nambira et  les deux mosquées de Kong.

## Tourisme d'affaire
Des centres et complexes équipés  sont mis à disposition pour accueillir toute personne de passage, dans un cadre professionnel, pour des conférences, congrès ou séminaires. Les villes les plus concernées sont Abidjan et Yamoussoukro ; elles bénéficient, en effet, d'une forte activité économique.
Dans cette offre touristique, l'hôtel Ivoire se démarque par son offre haut de gamme, dont une salle prestigieuse de plus de 1 650 places, avec une technologie de pointe.
La Fondation Félix-Houphouët-Boigny, créée en 1973, porte le nom du premier président du pays, et a abrité des congrès internationaux, dans le cadre de la recherche pour la paix, sous le couvert de l'UNESCO. Elle se situe à Yamoussoukro, et dispose de nombreuses salles, avec une capacité totale de plus de 2 000 places,.